# Neuerwegsbrücke

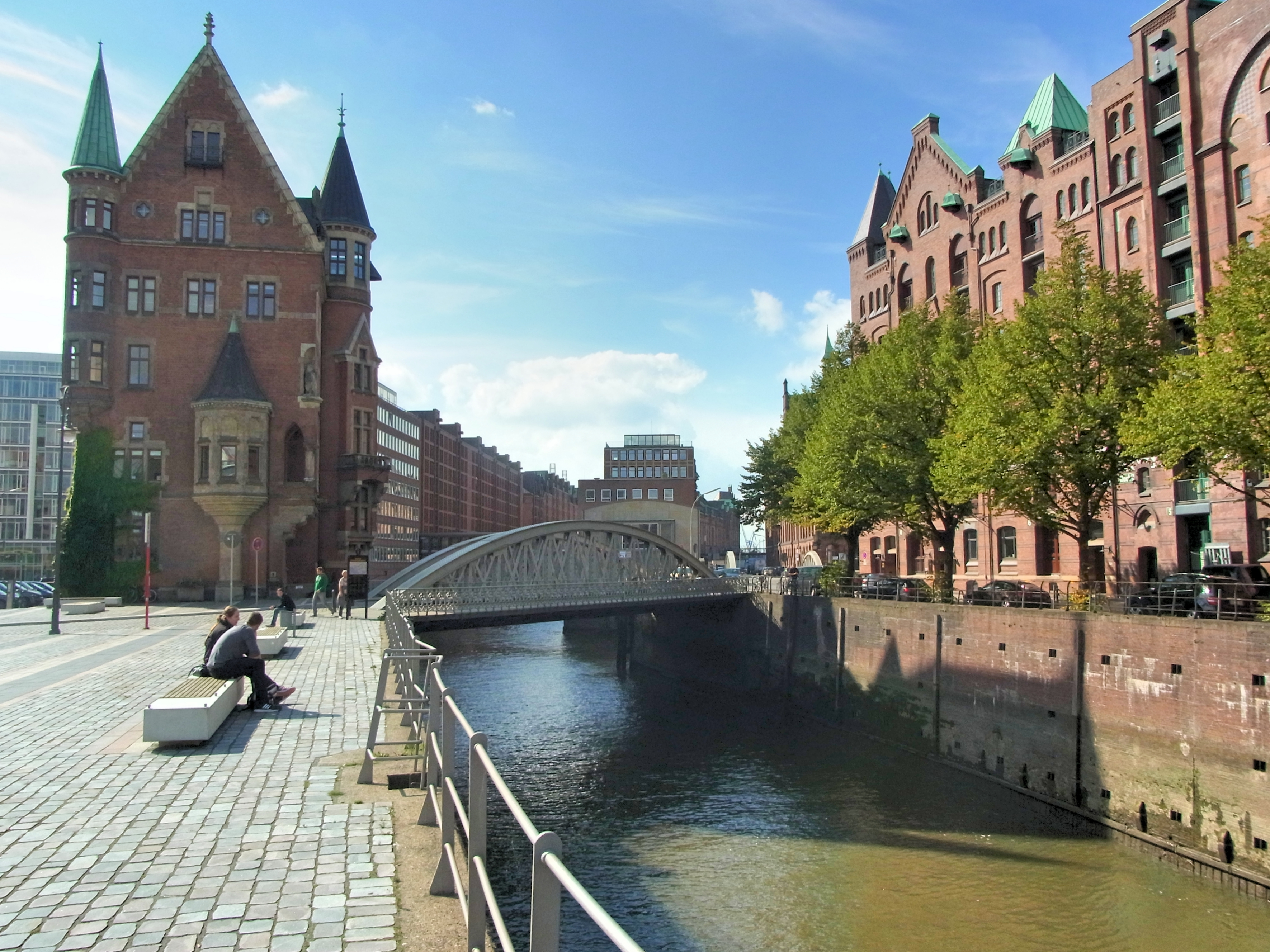
Neuerwegsbrücke

Die Neuerwegsbrücke in Hamburg-HafenCity überspannt das St. Annenfleet in der Speicherstadt. 
Die Fachwerkbrücke mit einer Länge von 32 Metern verbindet den St. Annenplatz mit den Straßen Pickhuben, Kannengießerort und St. Annenufer. Sie entstand 1886 im Zuge des ersten Bauabschnitts der Speicherstadt (1883–1888). Zuvor verlief dort der Neuerweg, der mit dem Bau des St. Annenfleets durch die Brücke ersetzt wurde.
Die Fachwerksbögen mit den genieteten Stahlstreben sind, wie bei den Speicherstadtbrücken häufig anzutreffen, angenäherte Kreisbögen. Zwischen den Bögen verläuft die Fahrbahn mit Kopfsteinpflaster, die Fußwege liegen außen.
Der amtliche Straßenschlüssel der Brücke ist N223, in der Denkmalliste von Hamburg hat sie die Nummer 12486. Seit 2015 ist sie Teil des UNESCO-Weltkulturerbes „Speicherstadt und Kontorhausviertel mit Chilehaus“.